# Cabo Berteaux
El Cabo Berteaux es un cabo ubicado en la costa oeste de la Tierra de Graham en la península antártica. Se encuentra entre la bahía Mikkelsen y la Barrera de hielo Wordie.Constituye el extremo occidental de un promontorio rocoso, de unos 1200 metros de altura.

## Historia
Fue descubierto por la Cuarta Expedición Antártica Francesa al mando de Jean-Baptiste Charcot que dio este nombre a lo que él creía que era una isla en honor de Monsieur Berteaux que le proveyó de fondos para esta expedición. Posteriormente John Ramill durante la Expedición Británica a la Tierra de Graham descubrió la verdadera naturaleza de este accidente, renobrándolo con su nombre actual.